# Teulisna basigera
Teulisna basigera är en fjärilsart som beskrevs av Walker 1864. Teulisna basigera ingår i släktet Teulisna och familjen björnspinnare. Inga underarter finns listade i Catalogue of Life.